# Feldkirchen bei Mattighofen
Feldkirchen bei Mattighofen – miejscowość i gmina w Austrii, w kraju związkowym Górna Austria, w powiecie Braunau am Inn. Liczy 1,9 tys. mieszkańców.